# 스트루프 효과
스트루프 효과의 예시

색상을 위쪽에서부터 왼쪽에서 오른쪽으로 이동하면서 읽습니다.
초록 빨강 파랑
노랑 파랑 노랑
파랑 노랑 빨강
초록 노랑 초록
스트루프 효과에 의하면, 첫 번째 목록은 빠른 시간 내에 답할 수 있습니다.
심리학에서 스트루프 효과(Stroop effect) 또는 스트루프 검사(Stroop test)는 과제에 대한 반응 시간이 주의에 따라 달라지는 효과 또는 이러한 현상을 이용하는 검사를 말한다. "파랑", "초록", "빨강"과 같은 글자와 이 글자가 나타내는 의미인 실제 색상이 일치하지 않을 경우, 즉 "빨강"이 빨간색으로 프린트되어 있지 않고 노란색으로 프린트되어 있을 경우에 글자의 색을 말하는 데 더 오랜 시간이 걸리며 잘못 말하는 경향이 생기는 현상이다. 이 효과는 1929년 처음 독일에서 보고 되었으나, 1935년 이를 영어로 최초 보고한 John Ridley Stroop의 이름을 따 명명되었다. 
 
 

## J. R. Stroop의 실험
자극 1: 보라 빨강 파랑 초록
자극 2:  보라 빨강 파랑 초록
자극 3: ▀ ▀ ▀ ▀ ▀ ▀ ▀ ▀ ▀ ▀ ▀ ▀ ▀ ▀ ▀ ▀ ▀ ▀ ▀ ▀

### 자극
존 리들리 스트루프(J. R. Stroop,John Ridley Stroop)는 1935년,“시열언어반응과제에서의 간섭에 대한 연구(Studies of interference in serial verbal reactions)”에서 세 가지 유형의 자극을 고안했다. 실험에서 사용된 자극은 중립 자극, 조화 자극, 부조화 자극의 세 가지 범주로 구성된다. 중립 자극은 자극 1과 같이 문자만 나열되어 있는 경우나 자극 3과 같이 색만 표시되어 있는 경우를 말한다. 첫 번째 자극에서는 모든 글자의 색이 검은색 잉크로 나타나며 세 번째 자극에서는 글자 대신 두 번째 자극에서 제시한 색상이 순서대로 칠해진 점들이 주어진다. 조화 자극은 글자 의미와 색이 일치하는 경우로, “빨강”이라는 글자가 빨간색으로 칠해져 있는 경우이다. 반면 부조화 자극은 자극 2와 같이 글자 의미와 색이 일치하지 않는다.

### 실험 설계
1. 첫 번째 실험에서는 자극1과 2가 사용되었다. 그는 피험자가 주어진 글자를 보고 글자에 칠해진 잉크색이 아닌 글자의 의미대로 색을 말하도록 했다. 예를 들어, 첫 번째 글자인 “보라”를 본 피험자는 “검정”이 아닌 “보라”라고 말해야하는 것이다.
2. 두 번째 실험에서는 자극2와 3이 사용되었다. 이 때 피험자는 글자가 의미하는 색이 아닌 글자의 잉크색을 말하고, 이어서 점이 나타나면 점의 잉크색을 말하도록 지시를 받았다. 만약 “보라”라는 글자가 빨간색 잉크로 칠해져 있으면 피험자는 “보라”가 아닌 “빨강”이라고 말해야 한다. 그리고 나타난 점의 잉크색을 말해야 한다.
3. 마지막 세 번째 실험에서 스트루프는 간섭현상에 있어서의 학습효과를 보기 위해, 14일 동안 매일 다른 종류의 자극을 제시하고 과제를 해결하도록 했다.

### 실험 결과
실험 결과, 두 번째 실험에서 스트루프는 자극3에 의해 점의 잉크색을 읽는 것보다 자극2에 반응하는 데 상당한 시간 지연이 일어났음을 발견했다. 이는 첫 번째 실험에서는 나타나지 않은 현상이었다. 이러한 간섭현상을 그는 읽기의 자동조절효과로 설명했다. 자극2를 제시했을 때, 피험자는 글자의 의미를 자동적으로 연상하게 되어, 글자를 먼저 읽고 색을 떠올리게 된다. 따라서 글자를 보자마자 글자의 잉크색을 말하기 위해서는 의식적으로 이러한 과정을 중단해야 한다.

### 결과 해석
스트루프의 실험에서 관찰된 바와 같이, 잉크 색과 글자 의미가 다른 부조화 자극이 주어졌을 때보다 중립적 자극이 주어졌을 때 잉크의 색을 말하는 속도가 더욱 빨라진다는 사실로부터 의미간섭효과가 있음 추론할 수 있다. 이는 또한 조화 자극이 주어지면 중립적 자극에 비해 잉크의 색을 말하는 속도가 빨라질 수 있음을 시사한다. 이러한 의미간섭과 의미처리는 잉크 색이 아닌 글자를 그대로 읽게 했을 때는 나타나지 않는다. 이를 “스트루프 비동시성”(Stroop asyncrony)으로 부르기도 하며, 글자를 문자 그대로 읽을 때에 비해 글자의 잉크 색을 말하게 했을 때 읽기의 자동조절효과가 감소하는 현상을 부를 때 사용한다.

## 스트루프 검사의 활용 및 후속 연구
스트루프 효과의 검증을 위해서는 스트루프 검사지가 이용되며, 이는 임상 의학에서 널리 쓰이고 있다. 이 테스트는 선택적 주의, 인지적 유연성 및 처리 속도를 측정하며, 검사대상자의 실행 능력을 평가하기 위한 도구로 사용된다. 뇌 손상, 치매나 다른 신경퇴행성 질환, 주의력결핍과잉행동장애, 정신 분열증, 마약 중독, 우울증과 같은 정신 질환에서는 주의에 대한 간섭 효과가 더욱 증가하는 것으로 나타난다. 스트루프효과에 대한 뇌파전위기록(EEG)이나 기능적 뇌영상연구들은 전두엽, 특히 대뇌전두피질(the anterior cingulate cortex)이나 배외측 전전두피질(dorsolateral prefrontal cortex)에서의 활성에 대해 계속적으로 밝히고 있다. 이는 해마나 뇌후엽과도 관계가 있는 것으로 알려져 있다.